# Rose Hill Acres, Texas
Rose Hill Acres là một thành phố thuộc quận Hardin, tiểu bang Texas, Hoa Kỳ. Năm 2010, dân số của xã này là 441 người.

## Dân số
- Dân số năm 2000: 480 người.
- Dân số năm 2010: 441 người.